# Radstadt
Radstadt est une ville autrichienne située dans le district de Sankt Johann im Pongau dans l'État de Salzbourg. Elle est bien connue pour son centre historique et comme une station de sports d'hiver dans le réseau de Ski Amadé.

## Géographie

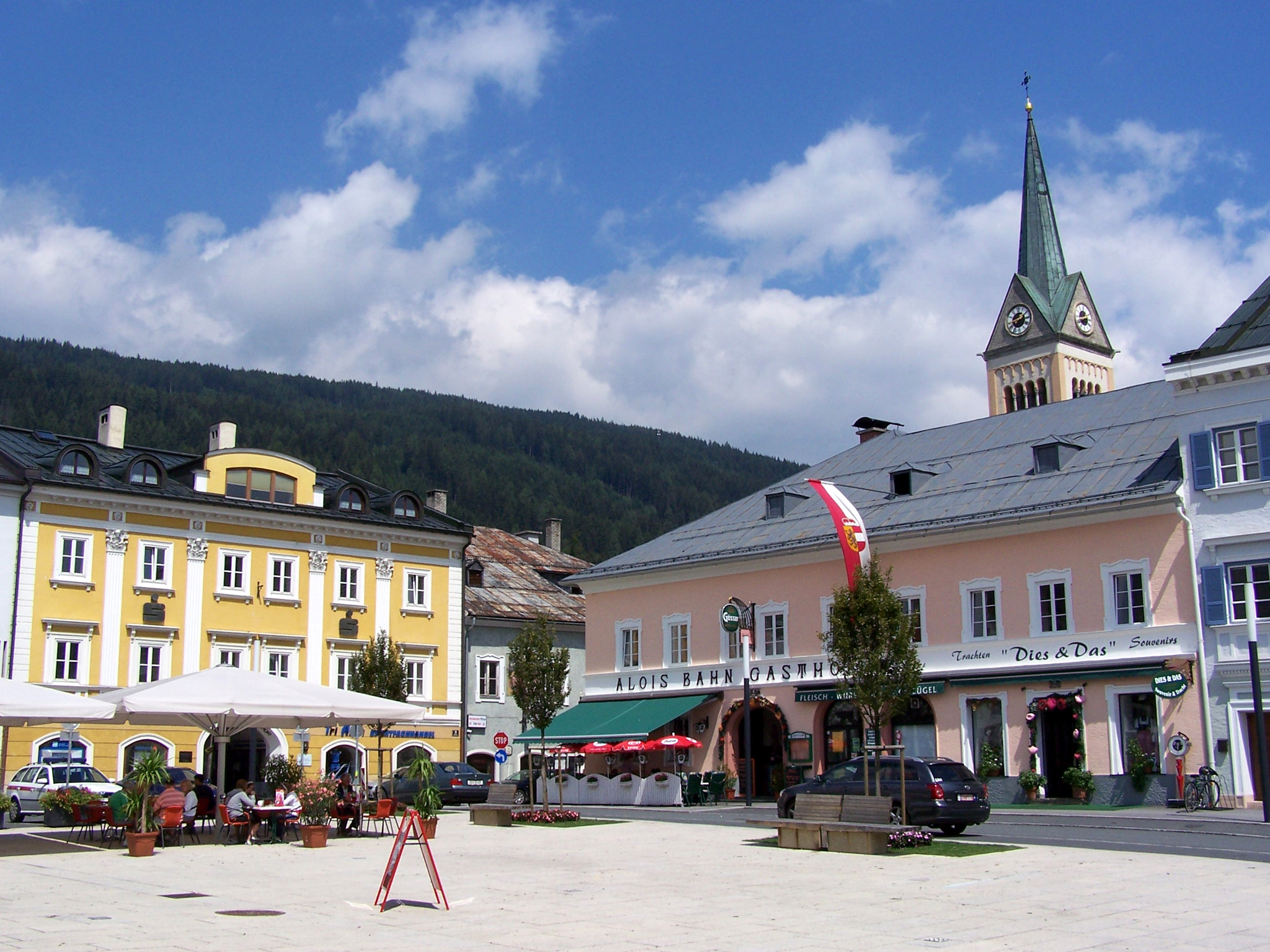
La place principale.

La ville se trouve dans la région historique de Pongau, au pied nord des Niedere Tauern (Radstädter Tauern). Elle est située au centre d'un bassin de la rivière Enns, près du partage des eaux avec la Salzach à l'ouest.
Une route sinueuse mène via Untertauern au col de Radstädter Tauern, à 1 738 mètres d’altitude, qui relie la vallée de l'Enns avec le district de Tamsweg (Lungau) au sud, et plus loin par le col du Katschberg avec la Carinthie.

## Histoire
La localité était déjà habitée par les Celtes au IVe siècle av. J.-C. Le col du Radstädter Tauern faisait partie d'une voie romaine importante réliant les cités de Iuvavum (Salzbourg) et Aquilée. À partir du VIe siècle, les Bavarii s'y installent.

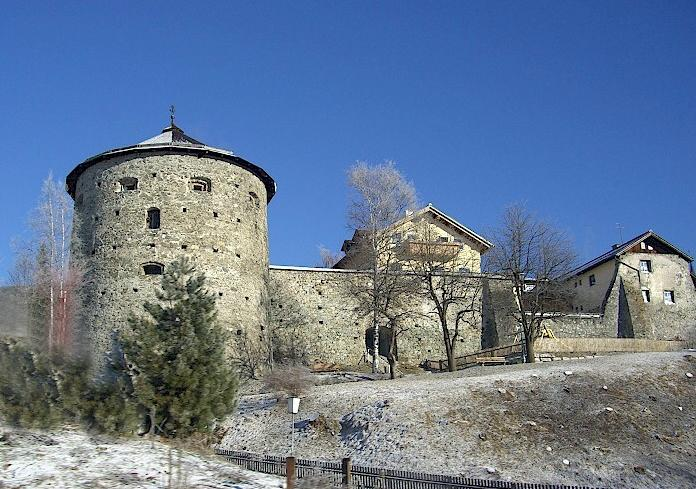
Les fortifications de la ville.

On trouve la première mention d'un lieu nommé Rastat, dérivé de Rast : « repos », dans un acte de 1074. Pendant des siècles, il faisait partie des deomaines des archevêques souverains de Salzbourg; par ceux, Radstadt a reçu les droits municipaux le 27 juillet 1289. Des fortifications ont été construits au XIIIe siècle.
La ville bénéficie d'une situation géographique stratégique au passage traversant les Alpes et en rempart près de la frontière avec le duché de Styrie à l'est. Elle fut assiégée pendant la guerre des Paysans en 1526, demeura ferme, et reçoit, en contrepartie, plusieurs libertés par l'archevêque cardinal Matthäus Lang von Wellenburg. En 1616, l'église paroissiale a été rebâtie sur les plans de Santino Solari.

## Domaine skiable
Depuis le sommet de la moderne télécabine 8-places, le domaine de Radstadt est relié skis aux pieds au domaine voisin de Altenmarkt im Pongau. Ensemble, ils forment la Schischaukel Radstadt-Altenmarkt. Radstadt fait également partie du regroupement de stations de ski de Espace Salzburg Amadé Sport World.
Une piste de luge de 6 km - soit la plus longue du Land - part du sommet de la télécabine et rejoint la station. Elle est éclairée en soirée.

## Personnalités
- Paul Hofhaimer (1459–1537), compositeur et organiste
- Andreas Schifferer (né 1974), skieur alpin
- Michael Walchhofer (né 1975), skieur alpin
- Brigitte Obermoser (née 1976), skieuse alpine
- Markus Eggenhofer (né 1987), sauteur à ski.